# Asparagus oxyacanthus
Asparagus oxyacanthus — вид рослин із родини холодкових (Asparagaceae).

## Біоморфологічна характеристика
Це багаторічна витка рослина 100 см заввишки.

## Середовище проживання
Ареал: ПАР (Капські провінції).